# Cryptodonta
Криптодонтові (лат. Cryptodonta) — підклас молюсок (Mollusca) класу Двостулкові (Bivalvia).

## Систематика
Більшість представників цієї групи вимерли.
- Cryptodonta
  - Ряд †Praecardioida
    - Родина †Butovicellidae
      - Рід †Butovicella

    - Родина †Praecardiidae
      - Рід †Slava
      - Рід †Cardiola

    - Родина †Antipleuridae
      - Рід †Dualina
      - Рід †Hercynella
      - Рід †Panenka (genus)

  - Ряд Solemyoida
  - Superfamily Solemyoidea
    - Родина Solemyidae (Awning clams)
      - Рід Acharax
      - Рід Solemya

    - Родина Manzanellidae
      - Рід Huxleyia
      - Рід Nucinella